# Olivier Bausset
Pour les articles homonymes, voir Bausset.
Olivier Bausset, né le 1er février 1982 à Avignon, est un marin français ainsi qu'un biologiste médical.

## Carrière
Olivier Bausset et Nicolas Charbonnier sont médaillés d'argent aux Championnats d'Europe de 470 en 2007 à Thessalonique.
Il gagne une médaille de bronze en voile dans la catégorie du 470 aux Jeux olympiques de Pékin en 2008 avec Nicolas Charbonnier.